# لوسیا شوککوو
لوسیا شوککوو (انگلیسی: Lucia Šušková؛ زادهٔ ۲۷ مارس ۱۹۹۳) بازیکن فوتبال اهل اسلواکی است.
از باشگاه‌هایی که در آن بازی کرده‌است می‌توان به باشگاه فوتبال اسلوان براتیسلاوا اشاره کرد.
وی همچنین در تیم‌های ملی فوتبال Slovakia women's national under-19 football team و Slovakia women's national football team بازی کرده‌است.